# Daphnella bartschi
Daphnella bartschi är en snäckart som beskrevs av Dall 1919. Daphnella bartschi ingår i släktet Daphnella och familjen kägelsnäckor. Inga underarter finns listade i Catalogue of Life.